# Bhaisa
Bhaisa (teluga: భైంసా) är en ort i Indien.   Den ligger i distriktet Ādilābād och delstaten Telangana, i den centrala delen av landet, 1 100 km söder om huvudstaden New Delhi. Bhaisa ligger 369 meter över havet och antalet invånare är 46 120.
Terrängen runt Bhaisa är platt. Runt Bhaisa är det ganska tätbefolkat, med 192 invånare per kvadratkilometer. Det finns inga andra samhällen i närheten. Trakten runt Bhaisa består till största delen av jordbruksmark.